# Kerstin Jacob
Pour les articles homonymes, voir Jacob (homonymie).
Kerstin Jacob, née en 1963 à Halle, est une gymnaste artistique est-allemande.

## Palmarès

### Championnats du monde
- Moscou 1981
  -  médaille de bronze au concours par équipes